# Jürgen Pusch
Jürgen Pusch (* 22. Juli 1962 in Bad Frankenhausen) ist ein deutscher Botaniker und Naturschützer und gilt als ein Kenner der Natur des Kyffhäusers.

## Leben
Jürgen Pusch ist der Sohn des Werkzeugmachers Horst Pusch. Er besuchte bis zum Abitur im Jahre 1981 die Schule in seiner Heimatstadt. Nach dem Wehrdienst studierte er an der Pädagogischen Hochschule Erfurt/Mühlhausen Pädagogik mit dem Berufsziel Lehrer für Physik. 1989, nach dem Diplom, erhielt er eine Stelle als wissenschaftlicher Assistent am Institut für Physik der Hochschule, die ihn ausgebildet hatte, und an der auch mit einem Thema der Experimentellen Physik 1994 zum Dr. rer. nat. promovierte.
Seit seiner Jugend beschäftigte er sich mit den Pflanzen seiner Heimat. 1994 wurde er deshalb Umweltberater in einem Landschaftsplanungsbüro, um danach seine ganze Arbeitskraft in den Dienst der Erforschung der Flora und des Naturschutzes zu stellen: Ab 1997 als Projektleiter des Naturschutzprojektes Kyffhäusers, ab 2010 als Leiter der unteren Naturschutzbehörde beim Landratsamt Kyffhäuserkreis und seit 2017 als Leiter der Naturparke Kyffhäuser und Südharz.
Er ist der Mit-Verfasser der Flora des Kyffhäusers und ihrer Ergänzungen und der bibliobiographischen Sammlung der Geschichte der Botaniker Thüringens. Für die Gattung Orobanche in Mitteleuropa ist er ein ausgewiesener Spezialist. Auf dem Schlachtberg hat er einen Obstsorten-Erhaltungsgarten mit mehreren hundert Bäumen angelegt, die er mit seiner Familie betreut.